# Midlife: A Beginner's Guide to Blur
Midlife: A Beginner's Guide to Blur è un boxset del gruppo inglese dei Blur, pubblicato nel 2009.

## Tracce
CD 1
1. Beetlebum – 5:04
2. Girls & Boys [Single Edit] – 4:19
3. For Tomorrow [Visit to Primrose Hill Extended Version] – 6:00
4. Coffee & TV [Single Edit] – 5:19
5. Out of Time – 3:52
6. Blue Jeans – 3:53
7. Song 2 – 2:02
8. Bugman – 4:51
9. He Thought of Cars – 4:16
10. Death of a Party [7" Remix] – 4:15
11. The Universal – 3:59
12. Sing – 6:01
13. This Is a Low – 5:00

CD 2
1. Tender – 7:42
2. She's So High [7" Edit] – 3:50
3. Chemical World [Single Edit] – 3:53
4. Good Song – 3:06
5. Parklife – 3:07
6. Advert – 3:44
7. Popscene – 3:15
8. Stereotypes – 3:11
9. Trimm Trabb – 5:37
10. Badhead – 3:28
11. Strange News from Another Star – 4:03
12. Battery in Your Leg – 3:20

## Formazione
- Damon Albarn - voce, tastiere, chitarra
- Graham Coxon - chitarre, cori, voce
- Alex James - basso
- Dave Rowntree - batteria